# مؤيد اللافي
مؤيد اللافي (7 مارس 1996– ) لاعب كرة قدم ليبي يلعب في صفوف الأهلي طرابلس يشغل مركز لاعب وسط يلقب بين أحباء النادي باسم (ديبالا العرب) هو شقيق اللاعبين زكريا اللافي ورياض اللافي.

## مسيرته
نشأو ترعرع رفقة شقيقه و زكريا اللافي في نادي الأهلي طرابلس وتدرج في الفئات السنية بالنادي حتى وصل إلى الفريق الأول بالنادي كما أنه انتقل لفترة قصيرة للعب في البرتغال مع نادي سانتا كلارا ليعود بعدها إلى النادي الأهلي طرابلس ويشارك معه في دوري أبطال أفريقيا 2017 ويتألق في البطولة ليكون ضمن التشكيلة المثالية في دوري المجموعات حيث أصبح هداف دوري أبطال إفريقيا في عام 2017عندما حقق الأهلي بطرابلس إنجاز حقيقي بوصوله ربع نهائي دوري الأبطال وتمكنه من إقصاء نادي الزمالك المصري ولكن الأهلي غادر البطولة بعد خسارته أمام النجم الساحلي التونسي بثنائية نظيفة سجلها المتألق عمرو مرعي في مرمى الحارس العملاق محمد نشنوش.

## مع الأهلي طرابلس
- لعب لفريق البراعم بنادي الأهلي تحت رئاسة مصباح العروسي كأمين للجنة الشعبية بالنادي.
- لعب لفريق الأشبال وكان رئيس النادي آنذاك السيد ناصر العنقار.
- لعب لفريق الأواسط وكان رئيس النادي آنذاك السيد التهامي خالد.
- لعب لفريق الأكابر تحت رئاسة السيد إسماعيل الشتيوي ومن بعده السيد ساسي أبو عون.[8]

## الإنجازات
الأهلي طرابلس
- الدوري الليبي : 2016

 اتحاد الجزائر
- الدوري الجزائري : 2019

 الوداد الرياضي
- الدوري المغربي : 2021، 2022
- دوري أبطال أفريقيا : 2022

## روابط خارجية
- مؤيد اللافي على موقع قاعدة بيانات كرة القدم.إي يو (الإنجليزية)
- مؤيد اللافي على موقع ناشيونال فوتبول تيمز (الإنجليزية)
- مؤيد اللافي على موقع Soccerway.com (الإنجليزية)